# Vordingborg
Vordingborg är en tätort och stad som utgör centralort i Vordingborgs kommun i Region Själland i sydöstra Danmark. Staden ligger vid Masnedsund, på den sydligaste delen av ön Själland och har förbindelse med en bro till Masnedø och därifrån vidare med Storstrømsbron till ön Falster. Tätorten hade 12 014 invånare 2017.
Vordingborg är en gammal färjestad med en rik historia och var under en tid en stad av stor betydelse i Danmark. Ruinerna av den gamla kungaborgen från 1364, som var hemort för tre Valdemar-kungar: Valdemar den store, Valdemar Sejr och Valdemar Atterdag, är stadens främsta sevärdhet. Den enda fullt bevarade delen, Gåsetårnet, är stadens kännetecken. Det finns dessutom en historisk botanisk trädgård på ruinområdet.
Morten Olsens Allé vid stadens fotbollsstadium är känd i Danmark, då den tidigare fotbollslandslagsspelaren och nuvarande förbundskaptenen Morten Olsen, som är uppväxt i staden, således har fått en väg uppkallad efter sig.
Vordingborg har ett gymnasium, lärarhögskola, en militärkasern och en järnvägsstation. Staden har två småbåtshamnar, och den lokala Ore Strand är välbesökt om sommaren. Varje år i juli anordnas stadsfesten Vordingborg Festuge. Vid Vordingborg ligger halvön Oringe där ett välkänt sinnessjukhus uppfördes 1857.
Före kommunreformen 2007 tillhörde staden dåvarande Storstrøms amt.